# أجيال المهاجرين
يمكن أن يشير مصطلح الجيل الأول إما إلى الأشخاص الذين وُلدوا في بلد ما وانتقلوا إلى بلد آخر أو إلى أطفالهم الذين وُلدوا في البلد الذي انتقلوا إليه. ويشير مصطلح الجيل الثاني إلى أبناء المهاجرين من الجيل الأول، وبالتالي فإنه ينطوي على نفس الغموض. ويشير مصطلح جيل 1.5 تحديدًا إلى المهاجرين الذين وصلوا إلى بلد المقصد قبل المراهقة.

## الجيل الأول
مصطلح الجيل الأول، كما يتعلق بجنسية أو إقامة الشخص في بلد ما، يمكن أن ينطوي على معنيين محتملين، وذلك استنادًا إلى السياق:
- المواطن أو المقيم المولود في الخارج الذي هاجر وجرى منحه الجنسية في بلد الإقامة الجديد.
- مواطن أو مقيم في بلد ومولود بشكل طبيعي حيث ينطبق التعريف السابق على والديه أو

ويتم تصوير هذا الغموض وتأكيده في تعريف قاموس أكسفورد للغة الإنجليزية لكلمة «جيل»:
...الدلالة على عضو بالجيل الأول (أو الثاني وما إلى ذلك) من الأسرة للقيام بشيء ما أو العيش في مكان ما؛ على سبيل المثال الدلالة على مهاجر حاصل على الجنسية أو سليل أبوين مهاجرين، لا سيما في الولايات المتحدة.... (OED definition of "generation," section 6b., emphasis added)b
في الولايات المتحدة، يُستخدم مصطلح «الجيل الأول» بين متخصصي الدراسات السكانية وعلماء الاجتماع للإشارة إلى السكان المولودين في الخارج (باستثناء أولئك الذين ولدوا في الخارج من أبوين أمريكيين).
وليس هناك إجماع عالمي على الدلالة دائمًا على أي من هذه المعاني.[بحاجة لمصدر]

## جيل 1.5
يشير مصطلح جيل 1.5 أو 1.5G إلى الأشخاص الذين يهاجرون إلى بلد جديد قبل أو أثناء المرحلة المبكرة من سن المراهقة. وتمت تسميتهم بمصطلح «جيل 1.5» لأنهم يجلبون معهم خصائص من وطنهم الأم، ولكنهم يستمرون في استيعاب الثقافة الجديدة والتنشئة الاجتماعية في البلد الجديد، وبالتالي فإنهم يكونون «في منتصف الطريق» بين الجيل الأول والجيل الثاني. وبالتالي، فإن هويتهم تكون مزيجًا من الثقافة والتقاليد الجديدة والقديمة. كان عالم الاجتماع روبن رومباوت من بين أول من استخدم المصطلح لدراسة النتائج بين أولئك الذين يصلون إلى الولايات المتحدة قبل سن المراهقة.
واستنادًا إلى عمر الهجرة والمجتمع الذي يستقرون فيه ومدى التعليم الذي حصلوا عليه في بلدهم الأصلي وغير ذلك من العوامل، فإن أفراد جيل 1.5 سوف ينتمون لبلدانهم الأصلية بدرجات متفاوتة. ومع ذلك، سوف يتأثر انتماؤهم بتجارب نشأتهم في البلد الجديد. وعادة ما يكون أفراد جيل 1.5 ثنائيي اللغة ويجدون من الأسهل استيعابهم في الثقافة والمجتمع المحلي مقارنة بالأشخاص الذين هاجروا وهم كبار السن.
والعديد من أفراد جيل 1.5 هم ثنائيي الثقافة أي يجمعون بين ثقافتين: ثقافة من بلد المنشأ مع ثقافة البلد الجديد.

## مهاجر الجيل الثاني
يمد المصطلح «مهاجر الجيل الثاني» مفهوم الجيل الأول بجيل واحد. وعلى هذا النحو، ينطوي المصطلح عل نفس نوع الغموض الذي ينطوي عليه مصطلح «الجيل الأول» فضلاً عن الأجيال الإضافية.
ومثل «مهاجر الجيل الأول»، فإن مصطلح «مهاجر الجيل الثاني» يمكن أن يشير إلى أحد أعضاء:
- الجيل الثاني لعائلة تسكن، ولكن أول من يولد بشكل طبيعي في، أحد البلدان أو
- الجيل الثاني الذي يولد بشكل طبيعي في أحد البلدان.

في الولايات المتحدة، يُستخدم مصطلح «الجيل الثاني» فيما بين متخصصي الدراسات السكانية وعلماء الاجتماع الآخرين للإشارة إلى الأطفال المولودين في الولايات المتحدة لأبوين مولودين خارج الولايات المتحدة.
لقد حظي مصطلح مهاجر الجيل الثاني بانتقاد بسبب التناقض الذاتي. ويقول النقاد، تحديدًا، إن «مهاجر الجيل الثاني» ليس مهاجرًا؛ حيث إن كونه من «الجيل الثاني» يدل على أن والدي الشخص هما المهاجران المقصودان. وتكون تسمية المهاجرين بالأجيال أكثر تعقيدًا بموجب الحقيقة المتمثلة في أن الأجيال المهاجرة قد لا تتوافق مع الأجيال النَسبية للعائلة. على سبيل المثال، إذا هاجرت أسرة مكونة من أبوين وطفلين بالغين إلى بلد جديد، فيمكن اعتبار الأعضاء في كلا جيلي هذه الأسرة من «الجيل الأول» حسب التعريف السابق، حيث إن الأبوين والطفلين مهاجران مولودان في الخارج ومن كبار السن. وعلى نحو مماثل، إذا رُزق الوالدان بطفل ثالث لاحقًا، فإن هذا الطفل سيكون من جيل مهاجر مختلف عن جيل أشقائه. لكل جيل، يعمل عامل زيجات ذات الأجيال المختلطة على تعقيد المسألة بشكل أكثر، حيث قد يكون لدى الشخص مهاجرون على مستويات مختلفة متعددة لسلسلة نسبه.
على الرغم من هذه الالتباسات، فإن تسمية الأجيال تُستخدم في كثير من الأحيان في الأحاديث والمقالات الإخبارية , والمقالات المرجعية دون توضيح متعمد لمحل الميلاد أو التجنس. وقد يكون أو قد لا يكون من الممكن تحديد المعنى المقصود من خلال السياق.

## جيل 2.5
عندما يستخدم متخصصو الدراسات السكانية وعلماء الاجتماع الآخرون في الولايات المتحدة مصطلح «الجيل الثاني»، فإنهم عادة ما يشيرون إلى الأشخاص الذين يكون أحد والديهم على الأقل مولودًا في الخارج. وقد بدأ بعض الباحثين طرح سؤال ما إذا كان يجب جمع هؤلاء الذين لديهم أحد الوالدين فقط مولودًا في الوطن الأصلي وأولئك الذين ليس لديهم أي من الوالدين مولودًا في موطنهم الأصلي معًا، مع وجود أدلة تشير إلى أن هناك اختلافات كبيرة في النتائج بين المجموعتين.

## في الولايات المتحدة
1. مهاجر الجيل الأول: الشباب المهاجرون الذين هاجروا إلى الولايات المتحدة.
2. مهاجر الجيل الثاني: الأطفال المولودون في الولايات المتحدة لأحد الوالدين على الأقل الذي ولد خارج الولايات المتحدة.
3. مهاجر الجيل الثالث: الأطفال المولودون في الولايات المتحدة لأبوين مولودين في الولايات المتحدة، حيث يكون أحد الأجداد على الأقل مولودًا خارج الولايات المتحدة.